# Rosa sjunikii
Rosa sjunikii — вид рослин з родини розових (Rosaceae); ендемік Вірменії.

## Опис
Це невисокий кущ з червонуватою корою; листки залозисті з обох боків; квітки дрібні, білі.

## Поширення
Ендемік Вірменії.
Зростає на сухих схилах у середньогірному поясі.